# موا (کوبا)
موا (به اسپانیایی: Moa) یک منطقهٔ مسکونی در کوبا است که در استان اولگین واقع شده‌است. موا ۷۳۰ کیلومتر مربع مساحت و ۷۱٬۰۷۹ نفر جمعیت دارد و ۵ متر بالاتر از سطح دریا واقع شده‌است.